# SMC2
SMC2‏ (Structural maintenance of chromosomes 2) هوَ بروتين يُشَفر بواسطة جين SMC2 في الإنسان.